# LEGO Star Wars: Il risveglio della Forza
LEGO Star Wars: Il risveglio della Forza (Lego Star Wars: The Force Awakens) è un videogioco di tipo avventura dinamica a tema LEGO sviluppato da Traveller's Tales, basato sul film Star Wars - Il risveglio della Forza, il settimo della saga cinematografica di Guerre stellari. È il quinto videogioco della serie LEGO Star Wars sviluppata dalla TT Games. Oltre ad essere considerato l'adattamento del film, il gioco include contenuti che coprono il periodo tra Il ritorno dello Jedi e Il risveglio della Forza.
Sotto licenza della Lucasfilm e della Disney, il gioco è stato pubblicato dalla Warner Bros. Interactive Entertainment per i sistemi iOS, Microsoft Windows, PlayStation 3, PlayStation 4, Xbox 360, Xbox One, Nintendo 3DS, PlayStation Vita, e Wii U il 28 giugno 2016. Il gioco è stato sviluppato dalla Feral Interactive per il sistema macOS e pubblicato il 30 giugno 2016.

## Produzione
Nei primi giorni di febbraio 2016, la Warner Bros. Interactive Entertainment ha fatto sapere che la compagnia stava lavorando su un nuovo titolo che coinvolge "due dei più popolari marchi di intrattenimento del mondo". Il titolo del gioco è successivamente trapelato da diversi rivenditori, prima del suo annuncio ufficiale, il 2 febbraio 2016 insieme ad un breve trailer ed a nuove immagini.
Il 19 maggio è uscito il primo trailer dedicato ai personaggi dedicato a Poe Dameron, pluridecorato pilota di X-wing, uno dei più fidati membri delle Resistenza. Il video include dialoghi originali dell'attore Oscar Isaac (doppiato da Gabriele Sabatini). La Warner Bros. ha svelato il 26 maggio ulteriori dettagli sul Season Pass del gioco, che comprende 3 nuovi livelli e 5 pacchetti personaggi del mondo di Star Wars. I pacchetti dei personaggi includono quello dei Jedi, il pacchetto della trilogia prequel e quelli delle serie The Freemaker Adventures, Star Wars Rebels e Star Wars: The Clone Wars.
Il 14 giugno è uscita la demo ufficiale del gioco su Playstation 4, in cui si possono usare Rey, Finn e BB-8 per scappare dalle forze del Primo Ordine per mettersi al comando del Millennium Falcon. Il 20 giugno, a otto giorni dall'uscita del gioco, è stato pubblicato un nuovo trailer con Kylo Ren protagonista.
I giocatori che hanno acquistato la "Deluxe Edition", hanno ricevuto un pass stagionale per il gioco e una "minifigure" Lego di Finn, mentre i giocatori della PlayStation 3 e PlayStation 4 hanno ricevuto contenuti aggiuntivi scaricabili, tra cui un pacchetto di personaggi e un livello bonus. Le confezioni saranno intitolati alla "Droid Character Pack" e la "Phantom Limb Level Pack".

## Modalità di gioco
La giocabilità è molto simile a quella dei videogiochi LEGO precedenti. Sono stati introdotti nuovi sistemi quali le Multi-Costruzioni, che permettono ai giocatori di accedere a diverse opzioni di costruzione. Tali sezioni possono essere distrutte e ricostruite in alcune parti del gioco dedicate, permettendo di aprire nuovi percorsi entro il mondo di gioco. I giocatori possono anche nascondersi dietro delle coperture ed entrare nelle "Battaglie Blaster" con i nemici attraverso il gioco. Il gioco permette di utilizzare diversi personaggi, tra cui Rey, Finn, Captain Phasma, Poe Dameron, Ian Solo, Kylo Ren e droidi quali C-3PO e BB-8, e luoghi tra cui Jakku, il Millennium Falcon, Takodana, D'Qar e la Base Starkiller. Oltre ad essere un adattamento del film e a collegare alcuni punti mancanti tra Il ritorno dello Jedi e Il risveglio della Forza ci sarà la possibilità di scoprire diverse storie che riguardano il passato dei personaggi.

## Livelli

### Livelli standard
Prologo - La battaglia di Endor
- Personaggi: Dart Fener, Ian Solo, Leila, Luke Skywalker, Lando Calrissian (Millennium Falcon), Nien Nunb (Millennium Falcon), R2-D2, Wedge Antilles (X-Wing), Wicket
- Luoghi: Endor, Seconda Morte Nera
- Alleati: Ewok (ma impegnati a combattere)
- Nemici: Stormtroopers, Scout Troopers, Tie fighter
- Boss: Imperatore
- Obiettivi: Distruggere l'AT-ST, rubare gli AT-ST, raggiungere il bunker imperiale, sconfiggere l'Imperatore, distruggere la seconda Morte Nera.

Capitolo 1 - Assalto su Jakku
- Personaggi: BB-8, Dasha Promenti, Poe Dameron
- Luoghi: Jakku
- Alleati: Abitanti
- Nemici: Stormtroopers, Flametroopers
- Obbiettivi: Sconfiggere gli assaltatori

Capitolo 2 - Fuga dal Finalizer
- Personaggi: Finn, Poe Dameron
- Luoghi: Finalizer
- Alleati: nessuno
- Nemici: Stormtroopers, piloti Caccia TIE (Primo Ordine)
- Obbiettivi: scappare dal Finalizer, distruggere le torrette più grandi, scappare su Jakku

Capitolo 3 - Avamposto di Niima
- Personaggi: BB-8, Finn, Rey
- Luoghi: Avamposto di Niima (Jakku), Inflictor
- Alleati: nessuno
- Nemici: Stormtroopers, piloti Caccia TIE (Primo Ordine)
- Obbiettivi: scappare dagli assaltatori, raggiungere il Millennium Falcon, scappare da Jakku

Capitolo 4 - L'Eravana
- Personaggi: BB-8, Chewbecca, Finn, Ian Solo, Rey
- Luoghi: Eravana
- Alleati: nessuno
- Nemici: Bala-Tik, Tasu Leech, membri Gang Kanjiklub, soldati Gang Guavian
- Obbiettivi: sconfiggere i Kanjiklub e i soldati Guavian, scappare dall'Eravana

Capitolo 5 - Castello di Maz
- Personaggi: BB-8, Chewbecca, Finn, Ian Solo, Maz Kanata, Rey
- Luoghi: Castello di Maz (Takodana)
- Alleati: nessuno
- Nemici: nessuno
- Obbiettivi: esplorare il castello, trovare la spada laser di Luke.

Capitolo 6 - Battaglia di Takodana
- Personaggi: Chewbecca, Finn, Ian Solo, Maz Kanata, Poe Dameron (X-Wing)
- Luoghi: Takodana
- Alleati: X-wing
- Nemici: Stormtroopers, FN-2199, Flametroopers, TIE Fighter
- Obbiettivi: sconfiggere gli assaltatori e FN-2199, distruggere i TIE Fighter

Capitolo 7 - La Resistenza
- Personaggi: Chewbecca, Finn, Ian Solo, Generale Leila
- Luoghi: D'Qar
- Alleati: Soldati della Resistenza
- Nemici: nessuno
- Obbiettivi: aiutare la Resistenza

Capitolo 8 - Sabotaggio della Starkiller
- Personaggi: Chewbecca, Finn, Ian Solo, Rey
- Luoghi: Starkiller Base
- Alleati: Nessuno
- Nemici: Stormtroopers, Snowtroopers
- Obbiettivi: entrare nella Base Starkiller, liberare Rey

Capitolo 9 - Distruzione della Base Starkiller
- Personaggi: Chewbecca, Finn, Ian Solo, Rey, Poe Dameron (X-Wing)
- Luoghi: Base Starkiller
- Alleati: X-wing
- Nemici: Stormtroopers, piloti di Caccia TIE (Primo Ordine)
- Obbiettivi: attaccare la Base Starkiller

Capitolo 10 - Finale
- Personaggi: Finn, Poe Dameron (X-Wing), Rey
- Luoghi: Base Starkiller
- Alleati: X-wing
- Nemici: Piloti di Caccia TIE (Primo Ordine)
- Boss finale: Kylo Ren
- Obbiettivi: sconfiggere Kylo Ren, distruggere la Base Starkiller

Epilogo - L'isola di Luke
- Personaggi: Rey, Chewbecca
- Luoghi: Ahch-To
- Obbiettivi: raggiungere Luke Skywalker

### Livelli bonus
Il gioco include anche sei livelli inediti, che coprono il periodo prima del film Il risveglio della Forza:
Poe alla riscossa
- Personaggi: Ammiraglio Ackbar, BB-8, C-3PO, Poe Dameron
- Luoghi: Finalizer, campo di asteroidi
- Alleati: nessuno
- Nemici: Dianoga, piloti caccia TIE (Primo Ordine)
- Obbiettivi: liberare Ackbar, scappare dallo star destroyer

Caccia ai Rathtar
- Personaggi: Chewbecca, Ian Solo, Varond Jelik
- Luoghi: Twon Ketee
- Boss finale: Rathtar

Un cupo destino
- Personaggi: Athgar Heece, Lor San Tekka
- Luoghi: Jakku

Il Corsaro Cremisi
- Personaggi: Quiggold, Pru Sweevant, Sidon Ithano
- Luoghi: Kerroc (Primo Ordine)
- Nemici: Stormtrooper

Azione di abbordaggio
- Personaggi: Capitano Phasma, FN-2199
- Luoghi: Taul

Assalto di Ottegan
- Personaggi: Kylo Ren, Capitano Phasma
- Luoghi: Arthon

## Audio

### Doppiaggio
Nella versione originale del gioco sono presenti le voci di Daisy Ridley, John Boyega, Oscar Isaac, Adam Driver, Carrie Fisher, Harrison Ford, Anthony Daniels, Domhnall Gleeson, Gwendoline Christie e Max von Sydow i quali riprendono il loro ruolo del film da Il risveglio della Forza, con Tom Kane che riprende il ruolo dell'Ammiraglio Ackbar.
Il gioco include anche i doppiaggi in italiano con David Chevalier (Kylo Ren), Luigi Ferraro (C-3PO), Anna Cugini (Leila Organa), Benedetta Degli Innocenti (Rey), Simone D'Andrea (Generale Hux), Stella Gasparri (Phasma), Michele Gammino (Ian Solo), Luca Mannocci (Finn), Chiara Gioncardi (Maz Kanata) e Gabriele Sabatini (Poe Dameron).

## Personaggi
| - Adan Mose - Ammiraglio Ackbar (Resistenza) - Ammiraglio Ackbar (Classico) - Ammiraglio Statura - Anakin Skywalker - Anakin Skywalker (Sguscio) - Athgar Heece - AT-ST pilota - A-wing pilota - Bala-Tik - Bazine Netal - Bith - BB-8 - B-U4D - Boba Fett - Bobbajo - Blass Tyran - Bollie Prindel - Caluan Ematt - C-3PO - C-3PO (Classico) - Capitano Phasma - Chewbecca - Chewbecca (Ferito) - Chewbecca (Maschera d'ossigeno) - Chief Petty Officer Unamo - Constable Zuvio - Conte Dooku - Cratinus - Crokind Shand - Croll Jenkins - Crusher Roodown - Darth Maul - Dart Fener - Dasha Promenti - Davan Marak - Death Star Trooper - EGL-21 "Amps" - Ello Asty - Finn - Finn (Base Starkiller) - Finn (Takodana) - Finn (Junction Box) - Finn (FN-2187) - Finn (Helmetless) - First Order Fleet Engineer - First Order Stormtrooper - First Order Stormtrooper (Specialist) - First Order Stormtrooper Combat Engineer - First Order Stormtrooper (Heavy) | - First Order Stormtrooper Sergeant - First Order Stormtrooper (Hot tub) - First Order Stormtrooper (Aerobics) - First Order Snowtrooper - First Order Snowtrooper Officer - First Order Flametrooper - FN-2112 - FN-2199 - First Order Tie Pilot - First Order Tie Pilot (Special forces) - GA-97 - GNK-143 - Gaff Kaylek - Generale Hux - Generale Hux (Aerobics) - Generale Leila - Generale Leila (Formale) - Principessa Leila (Classico) - Principessa Leila (Endor) - Principessa Leila (Villaggio Ewok) - Goss Toowers - Gray Squadron Pilot - Greedo - Grummgar - GTAW-74 "Geetaw" - Guvian Gunner - Guvian Security Soldier - Hobin Carsamba - Hoogenz - HURID-327 - Ian Solo - Ian Solo (Classico) - Ian Solo (Stormtrooper) - Ian Solo (Endor) - Ian Solo (Base Starkiller) - Ian Solo (Maschera d'ossigeno) - Ilco Munica - Imperatore - Imperial Guard - Imperial Stormtrooper - Imperial Snowtrooper - Imperial Scout trooper - Tie Interceptor Pilot - Infrablue Zedbeddy Coggins - Jawa - Jessika Pava - J. J. Abrams - K-3PO - Kanjiklub Gang Member - Kanjiklub Sniper - Kathleen Kennedy | - Kaydel Ko Connix - Kinn Zih - Kintan Strider - Korr Sella - Kylo Ren - Kylo Ren (Incappucciato) - Kylo Ren (Senza maschera) - Lando Calrissian - Luogotenente Bastian - Luogotenente Mitaka - Logray - Lor San Tekka - Luke Skywalker (Episodio VI) - Luke Skywalker (Episodio IV) - Luke Skywalker (Stormtrooper) - M9-G8 - Major Brance - Major Kalonia - Mantellian Savrip - Molator - Monnok - Maz Kanata - Mi'no teest - Monn Tattch - MSE-E - Nien Nunb - Nien Nunb (Classico) - Obi-Wan Kenobi (Classico) - Obi-Wan Kenobi (Episodio III) - Officer Sumistu - O-MR1 - Ottegan Warrior - Ottegan Acolyte - Oskus Stooratt - Ophi Egra - Ozeer Tenzer - Padmé Amidala - Palpatine - Pamich Nerro Goode - Petty Officer Thanisson - Poe Dameron - Poe Dameron (Flight suit) - Poe Dameron (D'Qar) - Poe Dameron (Helmetless) - Poe Dameron (Prigioniero) - Prashee - Praster Barrun - Praster Ommeln - Pru Sweevant - PZ-4CO - Regina Amidala | - Quiggold - Qui-Gon Jinn - Quinar - R2-D2 - R2-KT - R2-Q5 - R3-A2 - R-3PO - R5-D8 - R5-J2 - Rancor - Razoo Qin-Fee - Rebel Fleet Soldier - Rebel Commando - Resistance General - Resistance X-wing Pilot - Rey - Rey (Junction Box) - Rey (Scavenger) - Rey (Resistenza) - Rey (Base Starkiller) - Rey (Takodana) - Rey (Giovane) - Sache Skareeet - Sarco Plank - Sidon Ithano - Snap Wexley - SN-1F4 - Sudswater Dilifay Glon - Taryish Juhden - Tasu Leech - Taybin Ralorsa - Teedo - Technician Mandetat - Trentus Savay - Trinto Duaba - Tusken Raider - Unkar Goon - Unkar Plutt - Unkar Thug - Varmik - Varond Jelik - Volzang Li-Thrull - Wampa - Wedge Antilles - Wi'ba Tuyll - Wicket - Wollivan - Yoda - Zev Senesca - Zylas |

| Personaggi giocabili solo su DLC | Personaggi giocabili solo su DLC | Personaggi giocabili solo su DLC |
| --- | --- | --- |
| - Aayla Secura - Ahsoka Tano - Anakin Skywalker (Danneggiato) - Asajj Ventress - Aurra Sing - Barriss Offee - Bib Fortuna - Bossk - Boba Fett Prototipo - Boushh - Cad Bane - Capitano Panaka - Capitano Rex - Chopper - Comandante Cody - C’ai Threnalli - Colonnello Datoo - Commando droide - Darth Maul (The Clone Wars) - Dengar - Droide da battaglia - Ezra Bridger - Generale Grievous - Graballa the Hutt - Guardia Gamorreana | - Ian Solo (Hoth) - Hera Syndulla - Hondo Ohnaka - IG-88 - Jabba the Hutt - Jango Fett - Jar Jar Binks - Jashco Phurus - Kanan Jarrus - Ki-Adi-Mundi - Kit Fisto - Kordi Freemaker - Laparo - Leila (Hoth) - Principessa Leila (Palazzo di Jabba) - Luogotenente Rodinon - Lobot - Lt Wright - Luke Skywalker (Hoth) - Luminara Unduli - Mace Windu - Malakili - Max Rebo - ME-8D9 | - Naare - Naka Lit - Ohn Gos - Oola - Padmé Amidala (Episodio I) - Plo Koon - Poe Dameron (Jakku) - R5-D4 - R3-Z3 - Roger (Droide da battaglia) - Rosser Weno - Rowan Freemaker - Sabine Wren - Saesee Tiin - Savage Opress - Settima Sorella (Inquisitore) - Shaak Ti - Strono "Cookie" Tuggs - Super droide da battaglia - Thromba - Ugnaught - W1-LE - Watto - Zam Wesell |

## Accoglienza
Il gioco ha ricevuto per lo più valutazioni positive. GameSpot ha dato un voto di 7 su 10 affermando che "LEGO Star Wars: Il risveglio della Forza non ti porta in una nuova galassia lontana lontana, ma è comunque un viaggio piacevole." Game Informer ha premiato il gioco con un 8.5 su 10. IGN ha dato un voto di 9 su 10, affermando che "LEGO Star Wars: Il risveglio della Forza è il gioco più divertente della serie che abbia mai giocato da anni."

## Curiosità
- Questo è il settimo videogioco LEGO dove verrà utilizzato doppiaggio ed effetti sonori dai film originali nel gioco. Il primo è stato LEGO Il Signore degli Anelli, il secondo era il The LEGO Movie e il relativo videogioco, il terzo era LEGO Lo Hobbit, il quarto era LEGO Jurassic World, il quinto LEGO Dimensions e il sesto era LEGO Marvel's Avengers.
- LEGO Star Wars: Il risveglio della Forza introduce per la prima volta la Multi-Costruzione e le Battaglie Blaster per l'universo LEGO videogioco.
- Questo è il primo videogioco LEGO in cui i personaggi giocabili hanno le animazioni con le espressioni sui loro volti. Tuttavia, questo viene mostrato solo nel gioco libero.